# Енвайронментальна скульптура
Енвайронментальна скульптура (англ. Environmental sculpture) — скульптура, яка створює або змінює навколишнє середовище, а не фігурально або монументально представляє себе глядачеві. Найбільш поширена риса великих енвайронментальних скульптур полягає в тому, що глядач може фактично увійти або пройти крізь неї і опинитися частково або повністю оточеним нею. Крім того, вона може бути спроєктована таким чином, щоб відкидати тіні або відблиски, або фарбувати світло в навколишньому обшарі.

## Скульптура як навколишнє середовище

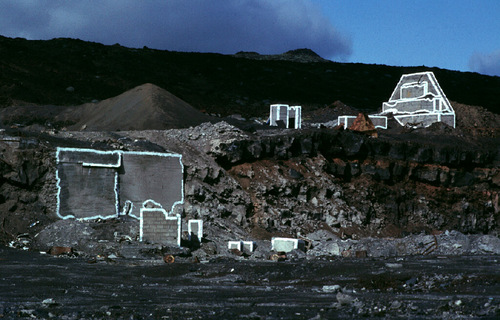
Художня конструкція Еберхарда Босслета La Restinga II, Ель Ієрро, 1983

Джулія М. Буш підкреслює нефігуративний аспект таких творів: «енвайронментальна скульптура ніколи не створюється так, щоб вона працювала точно в людському масштабі, але вона досить масштабна, щоб уникнути плутанини з людським зображенням в очах глядача». Американський скульптор українського походження Луїза Невельсон є піонером екологічної скульптури в цьому сенсі. Буш також відносить скульптури Джейна Френка і деякі роботи Тоні Сміта і Девіда Сміта до цієї категорії. Деякі енвайронментальні скульптури настільки охоплюють глядача, що вже стають більше схожими на архітектуру, а не скульптуру.

Серед найвідоміших практиків цього жанру мистецтва — Джордж Сігал, Дуейн Хансон, Едвард Кінхольц, Роберт Смітсон, Крісто і Майкл Хейзер (хоча роботи Сігала і Хансон також фігуративні). Багато фігуративних робіт Джорджа Сігала кваліфікуються як екологічні на тій підставі, оскільки замість того, щоб представлятися публіці на п'єдесталі під час презентацій, вони розміщуються в різному сеттінзі. Добре відомим прикладом тут є пара фігур Сігала, які сидять і стоять поруч з однією з громадських лав у Шерідан-сквері в Нью-Йорку: будь-яка людина може сісти серед них. 

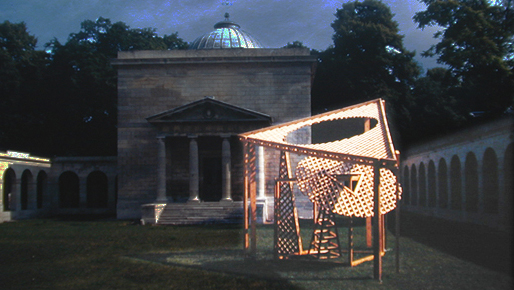
Поема Люмена, Жан-Макс Альберт, 1985

 Менш відомим, але більш відповідаючим прикладом енвайронментальної скульптури є парк «Зв'язки» площею 8100 кв. м, побудований за проєктом Афіни Тача в центрі Філадельфії (між 18-ю і 19-ю вулицями у двох кварталах на північ від Вайн-стріт), після її перемоги в конкурсі в 1980 році (де Сігал також був одним з фіналістів). Це був перший парк, спроєктований повністю художником, «який виліплює землю» з посадженими терасами, скельними скупченнями і доріжками (роботи над ним було завершено в 1992 році).

## Скульптура, створена для навколишнього середовища

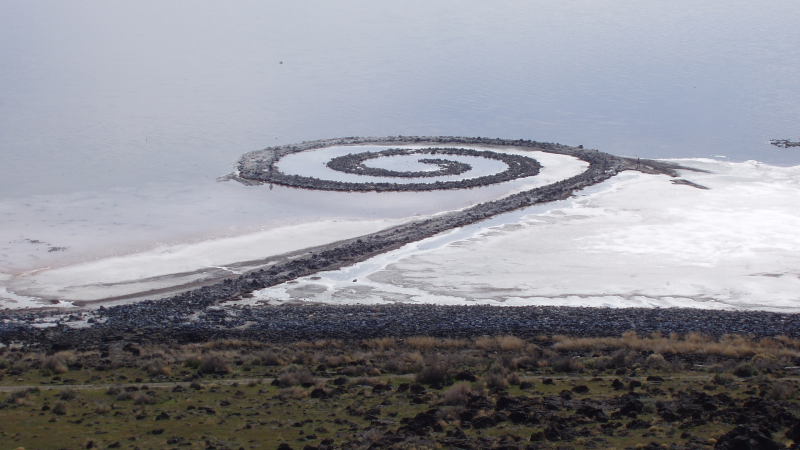
Спіральний причал by Robert Smithson from atop Rozel Point, in mid-April 2005

Друге значення терміна «енвайронментальна скульптура» — це скульптура, створена для певного середовища. Так, сучасний скульптор Бет Галстон пише: «скульптор-еколог з самого початку планує твір щодо його оточення. Саме місце розташування є каталізатором, стаючи частиною творчого процесу». Це дуже відрізняється від скульптур Невельсон, яку зазвичай можна переміщати з місця на місце, як звичайну скульптуру, не втрачаючи її значення.